# Rostella phyllocera
Rostella phyllocera är en insektsart som först beskrevs av Bolívar, I. 1887.  Rostella phyllocera ingår i släktet Rostella och familjen torngräshoppor.

## Underarter
Arten delas in i följande underarter:
- R. p. phyllocera
- R. p. guentheri
- R. p. processus